# Álvaro Eduardo de Bastos
Álvaro Eduardo de Bastos (Goiânia, 4 de novembro de 1908 – 18 de julho de 1998) foi um médico brasileiro.
Foi eleito membro da Academia Nacional de Medicina em 1950, ocupando a Cadeira 14, que tem Francisco de Castro como patrono.